# Ferosagitta robusta
Ferosagitta robusta är en djurart som tillhör fylumet pilmaskar, och som först beskrevs av Doncaster 1902.  Ferosagitta robusta ingår i släktet Ferosagitta och familjen Sagittidae. Inga underarter finns listade i Catalogue of Life.